# Войсковая часть
Войскова́я часть (аббревиатура: В/Ч) — условное цифровое наименование воинских частей, кораблей, управлений соединений и объединений, учреждений в Вооружённых Силах и в других войсках (пограничных, внутренних, железнодорожных, гражданской обороны) СССР, а также государств — бывших союзных республик СССР.

## Предназначение условного наименования
Условное наименование официальным наименованием, обладает юридической силой при ведении служебной документации. Используется во взаимоотношениях воинских частей и учреждений между собой, во взаимоотношениях с гражданскими ведомствами, организациями, предприятиями и отдельными гражданами, а также для адресования и пересылки всех видов корреспонденции, телеграмм и воинских грузов.
Система условных цифровых наименований введена в ВС СССР с 1932 года.

## Ограничения в применении условных обозначений
Условные цифровые наименования не присваиваются следующим категориям, дислоцирующимся на территории Российской Федерации:
- органам местного военного управления;
- органам и учреждениям военных сообщений;
- торгово-бытовым и производственным предприятиям;
- спортивным, медицинским и гарнизонным учреждениям;
- военно-учебным заведениям.

Также не присваиваются условные наименования подразделениям входящим в состав воинских частей (соединений), а также подразделениям обслуживания и обеспечения. Для отправки корреспонденции в подобные подразделения используют условные наименования тех воинских частей и учреждений, в состав которых они входят с добавлением буквенных обозначений кириллицы (например в/ч 71184—А).

## Форма записи условных наименований
Части и учреждения дислоцирующиеся на территории Российской Федерации, имеют условное наименование «Войсковая часть», а дислоцирующиеся за пределами Российской Федерации: «Войсковая часть — полевая почта», с добавлением цифрового обозначения (нумерация).
В ВС СССР была принята практика согласно которой нумерация войсковых частей в подчинении МО СССР состояла из 5 цифр, а нумерация войсковых частей в подчинении МВД СССР (Внутренние войска) и КГБ СССР (Пограничные войска и Войска правительственной связи) состояла из 4 цифр.
| Условное цифровое наименование (войсковая часть) | Полное наименование воинской части, соединения | Дислокация воинской части                          |
| ------------------------------------------------ | --- | -------------------------------------------------- |
| Войсковая часть — полевая почта 52388            | 7-я особая мотострелковая бригада | г. Гавана, Куба                                    |
| Войсковая часть 06017                            | 336-я отдельная гвардейская Белостокская, орденов Суворова и Александра Невского бригада морской пехоты                                                         | г. Балтийск Калининградской области                |
| Войсковая часть — полевая почта 89933            | 860-й отдельный мотострелковый Псковский Краснознамённый полк                                                                                                   | г. Файзабад, Демократическая Республика Афганистан |
| Войсковая часть 3111                             | Отдельная Краснознамённая, орденов Ленина и Октябрьской Революции мотострелковая дивизия особого назначения имени Ф. Э. Дзержинского Внутренних войск МВД СССР  | г. Балашиха, Московская область                    |
| Войсковая часть — полевая почта 03333            | 112-я гвардейская ракетная Новороссийская ордена Ленина, дважды Краснознамённая, орденов Суворова, Кутузова, Богдана Хмельницкого и Александра Невского бригада | г. Генцроде, ГДР                                   |
| Войсковая часть 2144                             | 7-й Карпатский, орденов Красной Звезды, Кутузова и Александра Невского пограничный отряд                                                                        | г. Львов, Украинская ССР                           |

## Условные наименования в других государствах

### Беларусь
- Войсковые части Министерства обороны Республики Беларусь имеют пятизначную нумерацию (например, войсковая часть 12345).[10]

### Украина
- Войсковые части ВС и МО Украины имеют четырёхзначную нумерацию с литерой «А» (Войсковая часть А0998).
- Войсковые части МЧС Украины (расформированы 01.01.2006 г.) имели четырёхзначную нумерацию с литерой «Д» (войсковая часть Д0050, Д0990, Д3728 и т. д.).
- Войсковые части Национальной гвардии Украины и Государственной пограничной службы Украины имеют четырёхзначную нумерацию без литеры (войсковая часть 3030).
- Войсковые части Государственной специальной службы транспорта имеют четырёхзначную нумерацию с литерой «Т» (войсковая часть Т0100, Т0310, Т0610 и т. д.)

### Польша
В Вооружённых силах республики Польша так же для каждого формирования, до частей включительно, присвоены условные номера, используемые в деловой и частной переписке. В период Войско Польского, 1943—1945 годов, применяли словосочетание Войсковая часть полевая почта № (четырёхзначный), с 1946 года по настоящее время используется словосочетание Войсковая часть (Jednostka Wojskowa — единица войсковая, войсковая единица) № (четырёхзначный).
Пример: Jednostka Wojskowa Formoza — Войсковая часть № 4026 (Jednostka Wojskowa 4026) — 7-я Лужицкая пехотная дивизия.

### Германия
В Германии во время Второй мировой войны из-за соблюдения режима секретности, для идентификации воинских частей использовался номер отделения полевой почты (нем.: Feldpostnummer).
К концу 1939 года почтовые отделения имели пятизначную нумерацию для сухопутных войск (вермахт) и с добавлением литер «L» и «М» перед номерами, принадлежащими соответственно авиации (Люфтваффе) и флоту (Кригсмарине). Разбивка по воинским подразделениям осуществлялась добавлением литер (вплоть до буквы «E») после номера почтового отделения.
Например, 100-й инженерный батальон 100-й пехотной дивизии вермахта имел номер полевой почты # 31795.